# Håndvask
En håndvask er en skålformet genstand, ofte fremstillet af porcelæn, metal (oftest stål) eller plastic. Den benyttes i kombination med et armatur til at vaske hænder, vaske op og nogle gange til tøjvask. Der er almindeligvis et (lukbart) afløb i bunden, en såkaldt bundventil.  En håndvask kan være indlejret i en robust bordplade.
En køkkenvask er en håndvask, som typisk er indlejret i en bordplade i køkkenet.
Fremkomsten (og brugen!) af specielle håndvaske var et udslag af den begyndende forståelse i befolkningen for, at rengøring af hænderne efter endt toiletbesøg er afgørende i kampen mod smitsomme sygdomme.

| Byggeri og bygningsdele | Spire Denne artikel om byggeri og bygningsdele er en spire som bør udbygges. Du er velkommen til at hjælpe Wikipedia ved at udvide den. |